# Матија Вуковић
Матија Вуковић (Платичево, 26. јул 1925 — Београд, 21. јун 1985) био је српски вајар.

## Биографија
Матија Вуковић је рођен у сиромашној земљорадничкој породици у Платичеву, 26. јула 1925. Из родног села, надомак Руме, по завршетку основне школе, 1937, дечак је са мајком доспео на Сењак, а прст судбине је хтео да то буде у близини атељеа чувеног Томе Росандића. Био је очаран Маестровим, „огромним фигурама“, потом и Мештровићевом скулптурама, а онда је у једној на поклон добијеној књизи угледао репродукцију Микеланђеловог Мојсија. Све то ће трасирати његов даљи пут, јер више од столарског заната Матија се занимао глином, папиром и оловком. Похађа приватну сликарску школу Младена Јосића 1941 — 1942. Ниједну започету школу није завршио, па ни ону, средњу, за примењене уметности, у којој је учио са земљаком из Срема, сликаром Лазаром Возаревићем.
Одмах по ослобођењу главног града, октобра 1944, Матија Вуковић је мобилисан и послат на Сремски фронт, где је у једном јуришу рањен у руку. Кући се вратио као војни инвалид и - у потпуности посветио вајарству. Положивши пријемни испит, студирао је на Академији ликовних уметности и упоредо се лечио. Учио је од врхунских југословенских вајара Томе Росандића, а затим похађа класу проф. Сретена Стојановића. Почиње да излаже на групним изложбама од 1949. године. Завршава Академију 1952, а 1954. на специјалном течају код проф. Илије Коларевића када ваја скулптуру „Рањеник“ (1952—1953), која је открила његов оригинални стваралачки стил. Приређује 1954. прву самосталну изложбу у Уметничком павиљону на Калемегдану. Учествовао је на многобројним групним изложбама у земљи и иностранству. Учествовао је 1957. на изложби савремене српске скулптуре, Галерија УЛУС-а, Београд.
Тешко је живео углавном несхваћен од своје околине и званичне критике. Умро је у Београду, дуго се одупирући болести, 21. јуна 1985. године.

## Уметност
Матија Вуковић се појавио у тренутку раскида од естетике социјалистичког реализма почетком педесетих са делима која су значајно одступала од академских форми. Његови рудиментарни облици који су задржали привид „реализма“ и далеку фигуративну наративност, обликовани су снажним, суровим, деформисаним масама које изражавају једну енергичну креативну експресију аутора која је постала његовим пластичким знаком, и уједно, јединствена појава у југословенској скулптури друге половине 20. века. Он је својим делом указао на још једну могућност осавремењивања новог израза који ће се развијати слободно према ауторски конципираној пластици. Матија Вуковић је изградио један од најаутентичнијих опуса у савременој српској и југословенској скулптури после 1950. године.

## Самосталне изложбе (избор)
- 1954. Уметнички павиљон, Београд
- 1960. Клуб ликовних уметника, Нови Сад, Уметничи павиљон, Београд
- 1972. Галерија УЛУС-а, Београд
- 1979. Галерија Дома омладине, Београд
- 1981. Југословенски културни центар, Париз
- 1982. Галерија „Пинки“, Земун
- 1987. Матија Вуковић 1925-1985, (ретроспективна изложба), Музеј савремене уметности, Београд

## Награде и признања
- 1962. Награда за скулптура на III октобарском салону, Београд
- 1968. Награда за скулптуру на XIII зложби Уметничке колоније Ечка, Зрењанин
- 1973. Октобарска награда града Београда за вајарско дело, Београд
- 1981. Награда „4. јул“ фонда СУБНОР-а Југославије, Београд
- 1982. Седмојулска награда СР Србије за животно дело, Београд
- Једна улица на Новом Београду (Бежанијска коса) носи име вајара Матије Вуковића

## Споменици и скулптуре (избор)
- 1951 „Дечак с ћупом“, Пионирски град, Београд
- 1952. — 1953 „Рањеник“, парк испред Музеја савремене уметности, Београд
- 1953 „Ас“, парк у Меморијалном центру „Јосип Броз Тито“, Београд
- 1954 „Његош“, парк, Аранђеловац
- 1955 „Жена с мртвим дететом“, парк, Врњачка Бања
- 1956 „Бизон“, Пионирски град, Београд, Испред СО Нови Боград, Нови Београд
- 1961. — 1962 „Лабудова смрт“ - фонтана, парк, Врњачка Бања
- 1962 „Перун“, испред СО Нови Београд, Нови Београд
- 1969 „Глава Бетовена“, парк „Баден“, Беч
- 1970 „Споменик палим борцима“, Стублине, Обреновац
- 1977 „Споменик првој Титовој штафети“, Крагујевац

## Галерија
- Матија Вуковић: Рањеник (1952/53.)
- Матија Вуковић: Бизон (1956)
- Матија Вуковић: Перун (1962)
- Матија Вуковић: Рудар
- Вуковићев гроб у Алеји заслужних грађана на београдском Новом гробљу